# Bouches-de-l'Èbre
Pour les articles homonymes, voir Bouches et Èbre (homonymie).
1812–1813
Entités précédentes :
- Royaume d'Espagne de Joseph Bonaparte

Entités suivantes :
- Bouches-de-l'Èbre-Montserrat

Les Bouches-de-l'Èbre sont un ancien département français dont la préfecture était Lérida.

## Histoire
Le département des Bouches-de-l'Èbre est créé le 26 janvier 1812, lors de l'incorporation de la Catalogne dans l'Empire français.

## Subdivisions
Le département comptait comme sous-préfectures : Tortosa, Cervera et Tarragone.

## Liste des préfets
| Période         | Période | Identité                      | Fonction précédente                                                              | Observation |
| --------------- | ------- | ----------------------------- | -------------------------------------------------------------------------------- | --- |
| 12 février 1812 | 1813    | Alban de Villeneuve-Bargemont | Auditeur au Conseil d'État Sous-préfet de Zierickzée (Bouches-de-l'Escaut, 1811) | Passe à la préfecture de Sambre-et-Meuse puis à celle de Tarn-et-Garonne (Première Restauration) Continue sa carrière préfectorale sous la seconde Restauration Député à la Chambre (Monarchie de Juillet) |